# Augochlorella urania
Augochlorella urania är en biart som först beskrevs av Smith 1853.  Augochlorella urania ingår i släktet Augochlorella och familjen vägbin. Inga underarter finns listade.